# Герб Канаша
Герб города Канаш — официальный символ муниципального образования город Канаш Чувашской Республики.
Ныне действующий герб утверждён 14 июля 2017г. Автором является геральдист Вадим Шипунов.
В соответствии с уставом города описание и порядок официального использования символики города устанавливается решением Собрания депутатов города Канаш.
Герб установлен как герб Канашского муниципального округа Решением Собрания депутатов Канашского муниципального округа Чувашской республики от 25.09.2024 № 1/12.
Герб зарегистрирован в Государственном геральдическом регистре РФ под № 11682.

## Описание и обоснование символики
Геральдическое описание (блазон) гласит:
В червлёном поле с золотой, уширенно-зубчатой главой, обременённой тремя червлёными косыми вырубными крестами, золотое зубчатое, с полукруглыми просветами между зубцами, кольцо, поверх которого серебряное окрылённое железнодорожное колесо.
Герб отражает основные вехи истории, уникальные социально-экономические особенности города.
В 1893 году с завершением строительства железной дороги Москва–Казань, проходящей через города Рязань, Саранск, Алатырь, начинает своё официальное существование железнодорожная станция Шихраны и поселок при ней. В 1919 году Шихраны становятся узловой станцией, в 1920 году станция Шихраны и поселок переименованы в Канаш. В 1925 году Канаш получил статус города.
Изображение в гербе золотого зубчатого кольца и серебряного окрылённого железнодорожного колеса олицетворяет город Канаш как один из самых развитых по индустриальной мощи промышленных центров в Чувашии и крупную железнодорожную узловую станцию. Город пересекают также важнейшие автотранспортные магистрали. Основная символика крыльев: скорость, подвижность, подъём, возвышение, свобода. Серебряное крылатое колесо – символ духовной жизни, чрезвычайной быстроты движения, целеустремлённости, динамики развития города. Кольцо – традиционный знак вечности, достоинства, чести, верности и единства.
Три восьмиконечных звезды во главе щита подчеркивают географическое расположение города на территории Чувашии.
Золото – благородный металл, символизирующий высший уровень власти и богатства, это знак материального изобилия. Серебро – символ простоты, совершенства, благородства, взаимосотрудничества. Красный цвет поля щита обозначает справедливость, отвагу и мужество.
Композиция герба передаёт бережное отношение жителей города к своей истории, преемственность традиций, неразрывную связь многих поколений.

## История

### Советское время
Советский герб утвержден в августе 1976 года исполком Канашского городского Совета депутатов трудящихся утвердил герб города.
Его описание гласит: 

[...] герб Канаша представляет собой щит, основной фон которого красный с голубой полосой в верхней части – цвет государственного флага РСФСР. По голубому полю золотыми буквами написано слово «Канаш». На основном красном поле в середине щита - изображение шестерни. Поверх шестерни по ее горизонтальной оси расположен рисунок серебристых крыльев, символизирующих железнодорожное и автотранспортное движение, играющее наиболее важную роль в промышленном потенциале города. В верхней части щита на бордовом фоне золотом нанесен рисунок чувашского национального орнамента.
Автор герба - машинист локомотивного депо Василий Иванович Трекозов.

### Новое время
Новую символику просили разработать максимально похожей на герб принятый в 1976 году. В результате с изображения убрали все, что не соответствует геральдическим канонам: чувашские узоры, надпись «Канаш», золотую кайму. Оставили элементы герба, приближенные к прежним: вместо шестерёнки – зубчатое кольцо, колесо с крыльями - символ железных дорог, похожее цветовое решение.